# Sega Saturn
Sega Saturn (セガサターン Sega Satān?) este o consolă de jocuri video pe 32 de biți dezvoltată de Sega și lansată pe 22 noiembrie 1994 în Japonia, 11 mai 1995 în America de Nord și 8 iulie 1995 în Europa ca succesor al consolei Sega Genesis. Are o arhitectură bazată pe un dual-CPU și are opt procesoare. Jocurile vin în format CD-ROM, fiind lansate peste 600 de jocuri, atât noi cât și portări ale jocurilor arcade.